# Liste der Kulturdenkmäler in Dausenau
In der Liste der Kulturdenkmäler in Dausenau sind alle Kulturdenkmäler der rheinland-pfälzischen Ortsgemeinde Dausenau aufgeführt. Grundlage ist die Denkmalliste des Landes Rheinland-Pfalz (Stand: 8. Dezember 2023).

## Denkmalzonen
| Bezeichnung                                           | Lage                                  | Baujahr | Beschreibung | Bild            |
| ----------------------------------------------------- | ------------------------------------- | ------- | --- | --------------- |
| Denkmalzone Lahnfront                                 | Lahnstraße 2–30 (gerade Nummern) Lage | 1324    | Bebauung auf der Südseite der parallel zum Fluss verlaufenden Lahnstraße, deren historisches Erscheinungsbild vor allem lahnseitig mit den integrierten Teilen der ehemaligen Stadtbefestigung wirksam wird | Fotos hochladen |
| Denkmalzone Stadtmauer Dausenau Ost mit Schiefem Turm | Lage                                  | 1324    | Ostteil des dreieckigen Mauerbering vom „Schiefen Turm“ über den ehemaligen „Drehers Turm“, den ehemaligen „Christians Turm“, den ehemaligen Katzenturm bis zur ehemaligen „Hirtzen Pforte“ an der Langgasse; 1324 erwähnt, größtenteils erhalten; unverputzte Bruchsteinmauer mit nach außen vorkragendem Wehrgang über Rundbogenfries; Zeugnis des handwerklichen, technischen und künstlerischen Schaffens des 14. Jahrhunderts und kennzeichnendes Merkmal des Stadtgrundrisses | Fotos hochladen |
| Denkmalzone Stadtmauer West                           | Lage                                  | 1324    | Westteil des dreieckigen Mauerberings vom „Emser Turm“ über den „Ackers Turm“, den ehemaligen „Fuhrs Turm“ bis zur ehemaligen „Hirtzen Pforte“ an der Langgasse; 1324 erwähnt, größtenteils erhalten; unverputzte Bruchsteinmauer mit nach außen vorkragendem Wehrgang über Rundbogenfries; Zeugnis des handwerklichen, technischen und künstlerischen Schaffens des 14. Jahrhunderts und kennzeichnendes Merkmal des Stadtgrundrisses                                              | Fotos hochladen |

## Einzeldenkmäler
| Bezeichnung                         | Lage                                         | Baujahr                              | Beschreibung | Bild                           |
| ----------------------------------- | -------------------------------------------- | ------------------------------------ | --- | ------------------------------ |
| Bahnhof Dausenau                    | Im Hamm ohne Nummer Lage                     | um 1910                              | Empfangsgebäude der Lahnbahn, Reformarchitektur, um 1910                                                                                     | weitere Bilder Fotos hochladen |
| Wohnhaus                            | Kirchgasse 5 Lage                            | 1554                                 | kleines Fachwerkhaus, teilweise massiv, dendrodatiert 1554                                                                                   | Fotos hochladen                |
| Evangelische Pfarrkirche St. Kastor | Kirchgasse 13 Lage                           | erste Hälfte des 14. Jahrhunderts    | Emporenhalle mit drei Chören, erste Hälfte des 14. Jahrhunderts, spätromanischer Westturm                                                    | weitere Bilder Fotos hochladen |
| Grabmal                             | Kirchgasse, bei Nr. 13 auf dem Friedhof Lage | 1824                                 | Grabmal J. Kurtz († 1824), Bildhauer Josef Scholl, Mainz, ruinös                                                                             | Fotos hochladen                |
| Untertor                            | Lahnstraße, zwischen Nr. 2 und 9 Lage        | 1324                                 | rechteckiger Torturm der Stadtbefestigung, rundbogige Durchfahrt, Wehrgangsgeschoss, 1324 erwähnt                                            | weitere Bilder Fotos hochladen |
| Wohnhaus                            | Lahnstraße 6 Lage                            | 16. Jahrhundert                      | Fachwerkhaus über hohem Kellersockel, 16. und 19. Jahrhundert                                                                                | Fotos hochladen                |
| Wohnhaus                            | Lahnstraße 8/10 Lage                         | 16. Jahrhundert                      | Hallenhaus, 16. Jahrhundert | Fotos hochladen                |
| Wohnhaus                            | Lahnstraße 9 Lage                            | 17. oder 18. Jahrhundert             | Fachwerkhaus, teilweise massiv, 17. oder 18. Jahrhundert                                                                                     | Fotos hochladen                |
| Altes Rathaus                       | Lahnstraße 22 Lage                           | 1432/34                              | ehemaliges Rathaus; spätgotischer Ständerbau, teilweise massiv, dendrodatiert 1432/34                                                        | weitere Bilder Fotos hochladen |
| Wohnhaus                            | Lahnstraße 27 Lage                           | um 1810/20                           | fünfachsiger verputzter Fachwerkbau, Mansarddach, um 1810/20                                                                                 | Fotos hochladen                |
| Rathaus                             | Lahnstraße 30 Lage                           | 1830                                 | ehemalige Schule; stattlicher klassizistischer Bau, bezeichnet 1830                                                                          | Fotos hochladen                |
| Schiefer Turm                       | Lahnstraße, neben Nr. 33 Lage                | 1324                                 | achteckiger Stadtmauerturm, Rest des Obertors, 1324 erwähnt                                                                                  | weitere Bilder Fotos hochladen |
| Wohnhaus                            | Langgasse 12 Lage                            | um 1600                              | Fachwerkhaus mit Hallenerdgeschoss, um 1600                                                                                                  | Fotos hochladen                |
| Wohnhaus                            | Langgasse 16 Lage                            | 1629                                 | Fachwerkhaus mit Hallenerdgeschoss, bezeichnet 1629                                                                                          | Fotos hochladen                |
| Wohnhaus                            | Langgasse 17 Lage                            | 1684                                 | Fachwerkhaus, teilweise verputzt, angeblich von 1684                                                                                         | BW                             |
| Wohnhaus                            | Langgasse 18 Lage                            | 17. oder 18. Jahrhundert             | Fachwerkhaus, teilweise massiv, verputzt, wohl aus dem 17. oder 18. Jahrhundert                                                              | Fotos hochladen                |
| Wohnhaus                            | Langgasse 27 Lage                            | 1773                                 | Fachwerkhaus, angeblich von 1773 | BW                             |
| Kastormühle                         | Langgasse 69 Lage                            | 18. oder Anfang des 19. Jahrhunderts | ehemalige Kastormühle; Massivbau, 18. oder Anfang des 19. Jahrhunderts                                                                       | BW                             |
| Haus Hollerborn                     | südwestlich des Ortes Lage                   | um 1860/70                           | Bahnwärterhaus der Lahntalbahn; zweieinhalbgeschossiger Typenbau mit Segmentbogenfenstern, mit Nebengebäude, um 1860/70, teilweise verändert | BW                             |

## Ehemalige Kulturdenkmäler
| Bezeichnung | Lage       | Baujahr | Beschreibung                                                  | Bild                                    |
| ----------- | ---------- | ------- | ------------------------------------------------------------- | --------------------------------------- |
| Denkmal     | Lahnstraße | um 1909 | Denkmal, Sandsteinpfeiler, um 1909; aus Denkmalliste gelöscht | Direkt Bild zu diesem Denkmal hochladen |